# Charlotte Degot
Charlotte Degot es una científica francesa especializada en ciencia de datos y análisis avanzado. Su experiencia abarca los algoritmos y el software de ciencia de los datos y optimización, la gestión y el gobierno de los datos,  la transformación de los negocios/procesos y la gestión del cambio.

## Biografía
Charlotte Degot tiene un Máster en Gestión por la Escuela de Estudios Superiores de Comercio, HEC de París. Es la responsable de clima y sostenibilidad a nivel mundial de BCG GAMMA, una entidad de Boston Consulting Group dedicada a la ciencia de datos y análisis avanzado. Su trabajo se centra en impulsar el diseño y la ejecución de programas de transformación impulsados por la inteligencia artificial para crear aplicaciones que respondan a los desafíos climáticos.
Ha fundado y dirige a nivel mundial el desarrollo de una solución patentada: el BCG CO2.AI, un enfoque impulsado por Inteligencia Artificial que ayuda a las empresas en su camino hacia la sostenibilidad rastreando y reduciendo sus emisiones de gases de efecto invernadero.
En 2021 en una charla Ted Degot explica cómo mediante el procesamiento de cantidades masivas de datos sobre emisiones de carbono la Inteligencia Artificial permite a las empresas definir metas de clima más significativas, rastrear su progreso de forma más exacta y, reducir la contaminación a lo largo del tiempo. En un estudio elaborado por BCG GAMMA con Degot como coautora denominado ‘Use AI to Measure Emissions—Exhaustively, Accurately, and Frequently’ se desvela que a pesar de que el 85% de las empresas quieren reducir sus emisiones de gases de efecto invernadero al no recoger y analizar los datos y factores de emisión bien sus mediciones no son precisas. Degot afirma que al utilizar "las nuevas herramientas apoyadas por la IA pueden desempeñar un papel crucial para llevar a las empresas al siguiente nivel de medición y reporte y, en última instancia, a reducciones significativas. No en vano, nuestra experiencia muestra que la IA puede permitir la reducción directa de las emisiones de las empresas hasta en un 40% mediante la identificación de iniciativas ambientales, el seguimiento de los resultados y la optimización de las operaciones corporativas".
Para ella el potencial de la inteligencia artificial en la lucha contra el cambio climático es indudable puesto que permite medir y reducir las emisiones posibilitando modelos innovadores que contribuyan a mejorar la resistencia de las sociedades a los peligros climáticos. Son los grandes  líderes empresariales mundiales quienes tienen la posibilidad de aprovechar eficazmente los puntos fuertes de la IA y utilizarlos para hacer frente a los retos más complejos que obstaculizan la reducción de las emisiones a escala mundial.

### Artículos de Degot[5]
- Use AI to Measure Emissions—Exhaustively, Accurately, and Frequently
- A more accurate way to calculate emissions
- The Innovator’s Mindset: Creating a Better Tomorrow With AI
- AI is a 'Swiss army knife' for tackling climate change. Here's why